# Eurythenes plasticus
Eurythenes plasticus — вид ракоподібних родини Eurytheneidae ряду бокоплавів (Amphipoda). Описаний у 2020 році.

## Відкриття
Декілька зразків рачка виловлені у 2014 році з дна Маріанської западини на глибині 6010-6949 метрів. У шлунку одного із зразків знайдено мікроволокно пластику, що складається з поліетилентерефталату, який використовують у виробництві пляшок та іншої тари. Тому вид назвали E. plasticus, щоб привернути увагу до проблеми забруднення Світового океану.

## Опис
Рачок завдовжки до 5 см. Живиться органічними рештками, що плавають у товщі води.